# Мост Августа (Нарни)
Мост Августа (итал. Ponte di Augusto) — древнеримский мост через реку Нера на Фламиниевой дороге, расположенный на окраине города Нарни, регион Умбрия, Италия. Из четырёх пролётов моста сохранился лишь самый южный, а также остатки опор и крупные обломки обрушившихся пролётов.

## История

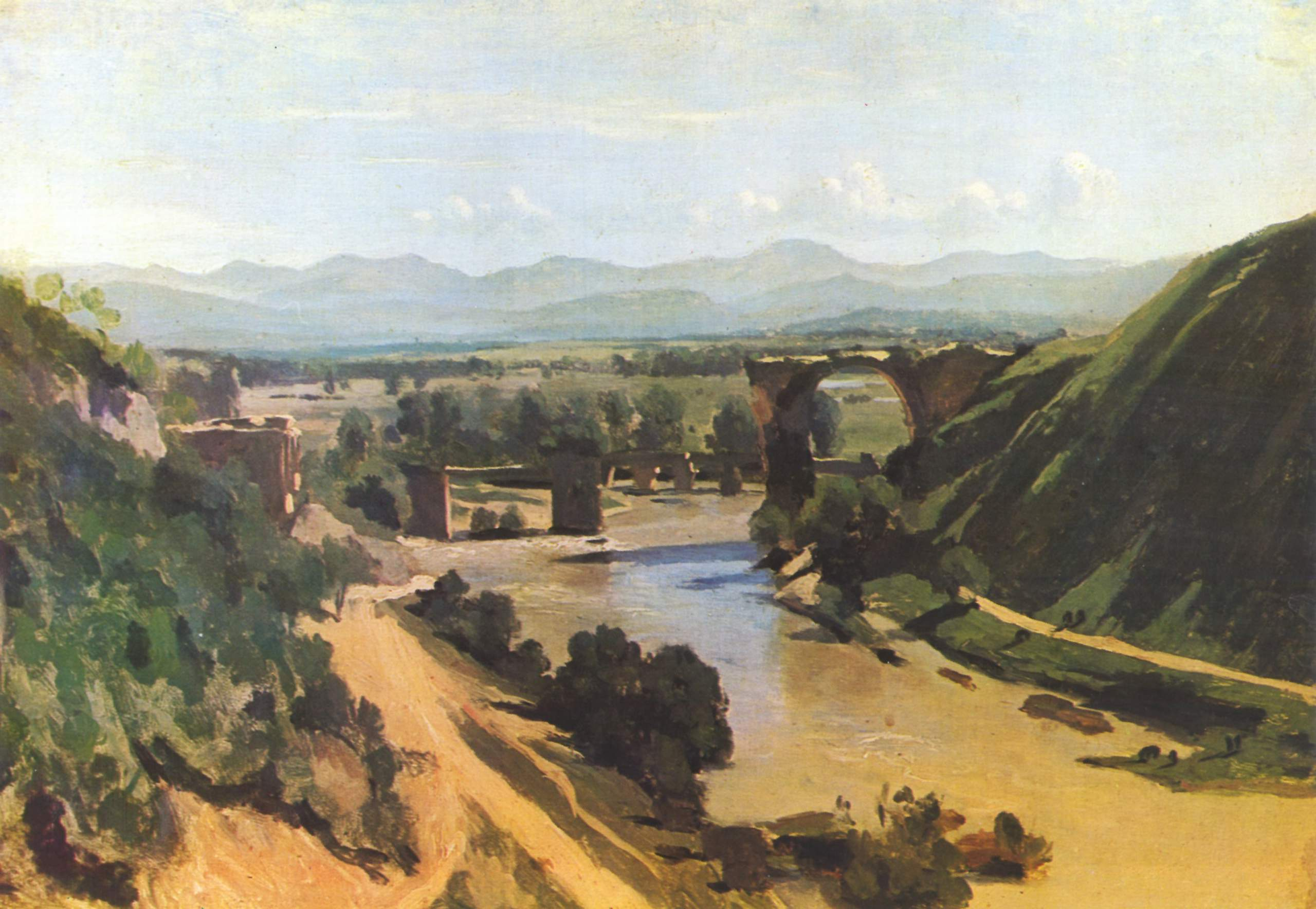
«Мост в Нарни» — картина Коро 1826 года

Мост построен при правлении Августа, предположительно в 27 г. до н. э.. Это один из крупнейших римских мостов, его высота достигала 30 метров, длина составляла 160 метров, ширина проезжей части — 8 метров.
В Средневековье мост постепенно разрушался под воздействием наводнений и землетрясений. Центральный пролёт обрушился в XI веке.
Величественные руины моста привлекают художников: их запечатлели Камиль Коро, Уильям Тёрнер, Ричард Уилсон и другие.

## Конструкция
Кладка моста состоит из римского бетона, снаружи облицована травертиновыми блоками. Мост был наклонным, понижаясь к северной стороне.